# 麻辣拍檔
《麻辣拍檔》（BAD COMPANY）是日本漫畫家藤澤亨的日本漫畫作品。另有改編自原作的同名录影带首映作品。於講談社《週刊少年Magazine》上進行連載。於《湘南純愛組!》單行本第28卷和第29卷收錄第1部、第30卷和第31卷收錄第2部。之後由講談社（KCDX）發行單行本全1卷。

## 概要
《湘南三部曲》中的第一部，重點講述了『鬼爆』主角二人組的不良少年「鬼冢英吉」與「彈間龍二」國中時代生活的故事。《湘南三部曲》 由日本著名漫畫家藤澤亨先生的三部描寫湘南少年青春、燦爛、玩鬧、熱血、友誼、真情的漫畫作品「本傳麻辣拍檔」、「續作湘南純愛組！」、「後續作麻辣教師」的統稱。

## 故事簡介
講述鬼塚英吉、彈間龍二兩名主角國中時代的赤紅熱血故事！鬼塚與龍二不打不相識，由互相挑釁到成為最佳拍檔，麻辣拍檔一出，必有連場惡鬥！在他倆眼中，暴力是唯一解決問題的方法！在年青時的某個仲夏之中，鬼塚與龍二，以及櫻、之崎等人，渡過了一個畢生難忘的夏天！本篇將二人的一段前塵往事完全道出。

## 登場人物
彈間龍二
演：天野浩成
本作男主角之一。通稱『爆彈龍二』。
鬼塚英吉
演：青木伸輔
本作男主角之一。通稱『鬼之英吉』。
大和桜（やまと さくら）
本作女主角，英吉的好友之1人。「鬼爆」就是由她命名的。
フトシ
英吉的好友之1人。
イサミ
英吉的好友之1人。
真樹京介（まさき きょうすけ）
『湘南純愛組!』中最大的關鍵人物。暴走天使的總長。
魅堂寺学（みどうじ まなぶ）
暴走天使特攻隊長。
宇佐美陵（うさみ りょう）
「髑髏団」首領。
夏月（なつき）
本編におけるヒロイン。元・不良少女。18歳。
佐藤昌美（さとう まさみ）
『湘南純愛組!』也有登場。
根津アキラ（ねづ あきら）
元暴走天使特攻隊長。
横川たかし（よこかわ たかし）
『湘南純愛組!』也有登場。

## 出版書籍
| 冊數 | 講談社        | 講談社                 | 東立出版社    | 東立出版社         |
| 冊數 | 發售日期      | ISBN                   | 發售日期      | ISBN               |
| ---- | ------------- | ---------------------- | ------------- | ------------------ |
| 全   | 1997年6月13日 | ISBN 978-4-06-319813-3 | 1999年9月14日 | ISBN 957-34-7660-6 |

廉價版：BAD COMPANY 
- 2010年3月17日、ISBN 978-4-06-374586-3

## 外部連結
- Manga Obsession - Bad Company
- Bad Company（漫畫）在動畫新聞網百科全書中的資料（英文）